# Zelinářství
Zelinářství je obor zahradnictví a zemědělství zabývající se praktickým pěstováním rostlin, bylin nazývaných jako zelenina a také obor zabývající se jejich studiem. Zelenina může být použita i jako okrasná rostlina.
Speciálním oborem zelinářství je zelinářské semenářství.
Slovem zelinářství pak může být označován i maloobchodní prodejna se sortimentem Ovoce-zelenina.

## Příklady zeleniny
- zelí
- kapusta
- cibule
- brambor
- ředkvička
- okurek